# Claude François
Claude Antoine Marie François, soprannominato Cloclo (Ismailia, 1º febbraio 1939 – Parigi, 11 marzo 1978), è stato un cantautore, musicista, produttore discografico, ballerino, fotografo e attore francese.
Bandleader eclettico, è ricordato per la sua voce melodiosa e per essere stato autore delle parole del testo di Comme d'habitude, la canzone originale di Jacques Revaux, da cui è stata derivata la canzone My Way, divenuta un successo internazionale nelle interpretazioni di Frank Sinatra ed Elvis Presley.
Fra le sue canzoni più conosciute di repertorio pop e disco figurano anche Je viens dîner ce soir, Chanson populaire, Le lundi au soleil, Je vais à Rio, Belinda, Magnolias for ever e Cette année là, riferita all'anno del suo debutto, il 1962.
Autore di celebri canzoni, alcune delle quali riadattate come cover (fra le altre Le téléphone pleure, che Domenico Modugno tradurrà in italiano come Piange il telefono) è considerato dai suoi connazionali una sorta di bene nazionale.

## Biografia
Nato nella città egiziana di Ismailia, da padre francese e madre italiana. Il padre Aimé lavorava come controllore del traffico navale presso il canale di Suez, si trasferì a Port Tawfik. Qui François prese le prime lezioni di pianoforte e violino. Imparò inoltre, da autodidatta, a suonare la batteria.
Con la crisi di Suez del 1956, la famiglia di Claude - la cui vita si era fatta difficile per le cattive condizioni di salute del padre - venne espulsa insieme ad altri francesi e britannici ed andò a vivere nel principato di Monaco. Il giovane si adattò ad un doppio lavoro: impiegato in banca di giorno, batterista d'orchestra alla sera nei lussuosi alberghi della riviera francese intorno a Juan-les-Pins. Dopo le prime esibizioni, in virtù di una voce gradevole sebbene non ancora raffinata al meglio, gli fu offerto di cantare come solista nei night club della Costa Azzurra, fra cui il Papagayo di Saint-Tropez, dove conobbe la star francese e internazionale dell'epoca Brigitte Bardot. In quel periodo incontrò anche Janet Woolcoot, ballerina inglese, che sposò nel 1960.

### Carriera
Fra il 27 settembre 1962, data di debutto, e l'11 marzo 1978, data della morte, François ha registrato 277 canzoni in francese e 119 in lingue estere; ha venduto 61.352.000 dischi, di cui oltre venti milioni nella sola Francia.

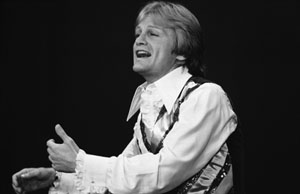
1976

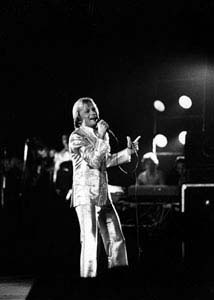
1976

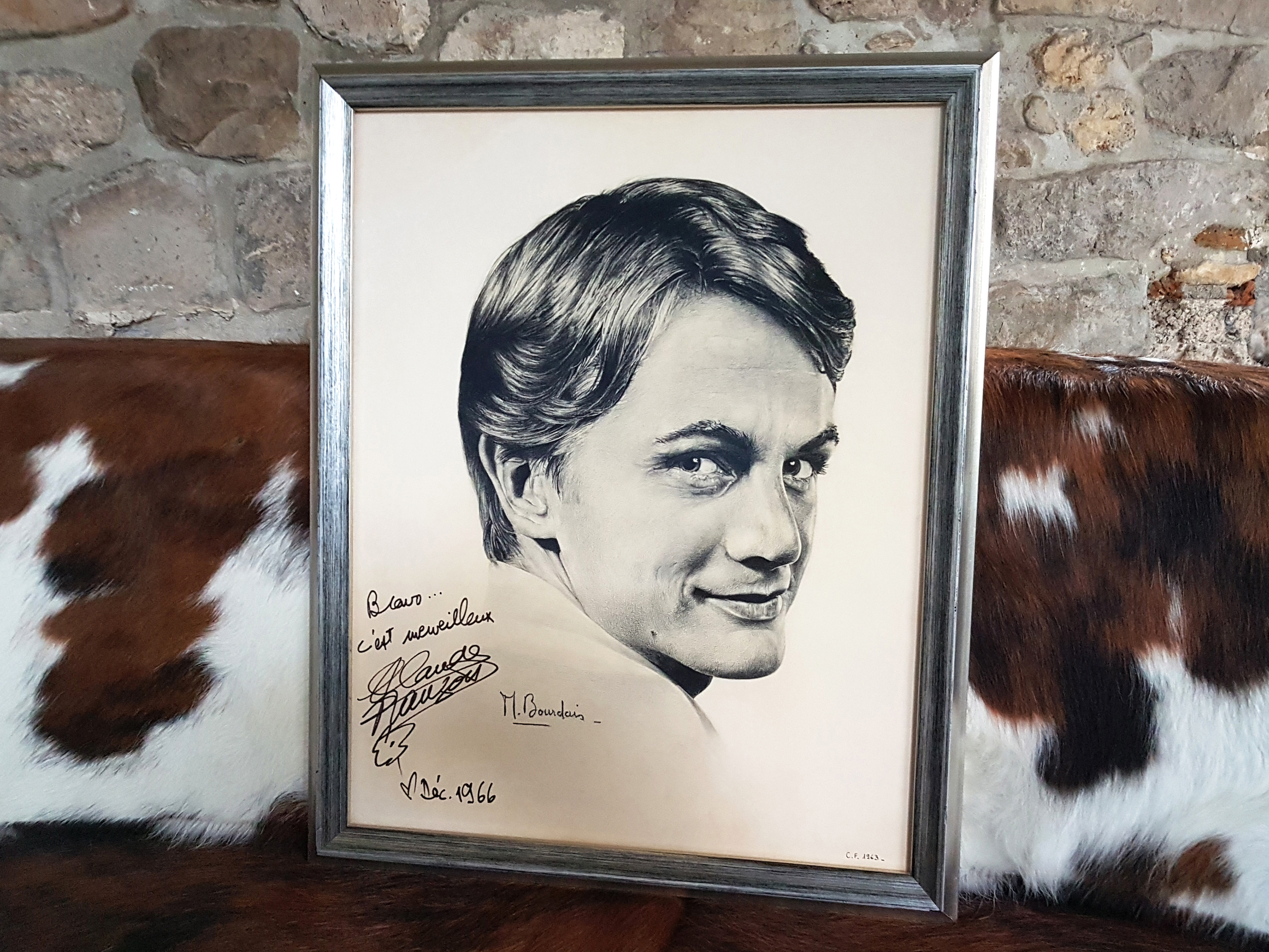
Al mulino di Dannemois, il ritratto di Claude François, disegnato nel 1963 da Michel Bourdais su richiesta dello stesso Claude.

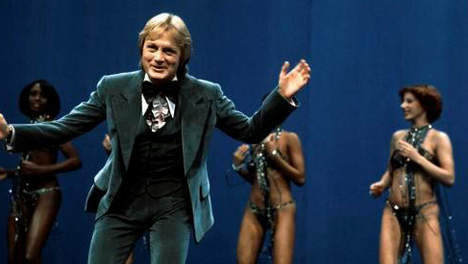
1976

Tra il 18 dicembre 1962 e il 24 febbraio 1978 si è esibito in concerto 1.188 volte. Ha tenuto il suo ultimo spettacolo al palazzo dello sport di Lione. Inoltre, tra il 21 gennaio 1963 e il 26 febbraio 1978 è apparso 313 volte nelle televisioni di Francia, Belgio, Canada, Italia, Spagna, Inghilterra.
Oltre duecento periodici si sono occupati della sua figura e dopo la sua morte sono stati scritti su di lui settantatré libri biografici.
Le cinque canzoni di Claude François preferite dal pubblico francese sono:
1. Belles, belles, belles
2. Comme d'habitude (poi My Way)
3. Alexandrie, Alexandra
4. Cette année-là
5. Le lundi au soleil

Giovane di belle speranze e ambizioso, nel 1962 François si trasferì - su consiglio di Brigitte Bardot e Roger Vadim - a Parigi, dove avrebbe trovato maggiori opportunità per proseguire la carriera nel mondo della musica leggera in un periodo in cui il rock and roll di matrice statunitense cominciava a prendere piede in Francia come nel resto d'Europa. Fu così che iniziò a cantare in un gruppo musicale, in attesa di intraprendere una carriera da cantante solista.
Provò ad avvicinarsi, senza successo, al twist incidendo la canzone Nabout Twist, firmandola con lo pseudonimo di Kôkô. Il brano non ebbe alcuna risonanza ma ciò non scoraggio il cantante che, nello stesso anno incise una cover in lingua francese del brano degli Everly Brothers Made to Love (conosciuta anche con il titolo Girls Girls Girls o Belles, Belles, Belles).
Scritta da Phil Everly, la canzone era stato un hit minore negli Stati Uniti (sebbene nella versione di Eddie Hodges avesse raggiunto la quattordicesima posizione nella classifica stilata da Billboard per il luglio 1962), ma la versione di François intitolata Belles Belles Belles raggiunse la cima delle classifiche di vendita francesi, vendendo circa due milioni di copie e facendo dell'artista di origine egiziana una star della musica francese.
Con la guida di un nuovo manager, la carriera di François continuò nella fase di crescita in pieno periodo yéyé. Nel 1963, egli registrò un nuovo successo con un'altra cover in francese di una canzone statunitense, If I Had a Hammer, intitolata in questo caso Si j'avais un marteau.
François fu intervistato in quel periodo da Michel Bourdais che lavorava per il periodico Salut les Copains e che fece di lui un ritratto-stampa rimasto negli annali del giornale.
Il 5 aprile 1963 François ebbe la consacrazione definitiva con l'esibizione all'Olympia di Parigi. All'inizio del 1965, reduce da un viaggio a Las Vegas, concepì con il concorso del suo biografo Michel Bourdais uno spettacolo musicale con balletto femminile.
Mentre proseguiva la sua attività concertistica e di composizione, con l'avvento della Beatlemania (e con conseguente cambio di look), il cantante eseguì diverse cover di canzoni del quartetto di Liverpool.
Nel 1966, François attuò il suo progetto di spettacolo in concerto con l'adozione di quattro ballerine chiamate Les Claudettes, sexi-danzatrici che cantavano stando alle spalle del frontman. In occasione di un nuovo spettacolo all'Olympia il cantante aggiunse otto musicisti fino a raggiungere un organico orchestrale pieno a cui si aggiungeva l'azione delle ballerine per un spettacolo ricco di energia.

### "Comme d'habitude" / "My Way"
Divorziato dalla moglie nel 1967, François iniziò una relazione sentimentale con la vincitrice dell'Eurovision Song Contest France Gall. La relazione ebbe breve durata e subito dopo il cantante incontrò Isabelle Forêt, da cui ebbe due figli nel giro di due anni.
Forte della popolarità di cui godeva in quel momento, François fondò una propria etichetta discografica.
Nel 1967, con Jacques Revaux scrisse Comme d'habitude, che divenne un hit nei paesi francofoni. Il brano fu rielaborato in inglese dal canadese Paul Anka, per poi diventare la canzone più conosciuta cantata da Frank Sinatra: My Way.
In Italia il brano è stato inciso da Patty Pravo con il titolo A modo mio e da Fred Bongusto (1971) con il titolo La mia via, su versi di Andrea Lo Vecchio. Lo stesso François nel 1968 incise una versione italiana del suo brano dal titolo “Come sempre”, pubblicata nel 45 giri come 'lato b' della celebre “Se torni tu”, canzone che scaló la classifica dei singoli nel nostro paese. 
Nel 1968 incide in italiano Prendi prendi, cover di Bend Me, Shape Me, la cui versione più famosa è quella dei The American Breed del 1967.

### Le numerose tournée all'estero
Dopo aver inciso nel 1970 un singolo per la casa discografica italiana Delta, con Ciao non sarà un addio e sul lato B Come l'acqua, come il vento, nel 1971 François registrò la versione originale di Parce que je t'aime, mon enfant, rimasta piuttosto sconosciuta in Francia ma divenuta un successo internazionale nell'interpretazione di Elvis Presley sotto il titolo My Boy.
Sebbene il cantautore fosse intenzionato a continuare nella collaudata formula di adattamento al gusto francese delle canzoni anglosassoni, l'avvento della disco music, giunse a scombussolare i suoi piani. Il versatile artista, tuttavia, non si perse d'animo, reinventando un proprio stile anche come Re della discò francese (lo testimonia in particolare l'incisione di La plus belle chose du monde, versione in francese dell'hit dei Bee Gees Massachusetts).
Come talent scout lanciò Les Flêchettes (dal nome della sua etichetta discografica, chiamata "Flêche"). Prima di morire, produsse un paio di album per questo gruppo vocale che divenne uno dei maggiori in campo europeo.
François compì numerose tournée in Europa, Africa e nel Canada francese, in particolare nella provincia del Québec. A fermarlo fu un collasso dovuto ad esaurimento. Dopo un breve periodo di assenza dalle scene, tornò in sala di registrazione per incidere nuove canzoni destinate a divenire degli hit da classifica.
Non trascurò la beneficenza, organizzando eventi per raccogliere fondi destinati a bimbi portatori di handicap e per la ricerca in medicina in generale.
Dalla metà degli anni settanta continuò a tenere concerti e a seguire i suoi molteplici interessi. Nel 1975, mentre si trovava a Londra, scampò ad una bomba della Provisional Irish Republican Army, mentre due anni dopo un fan impazzito cercò di sparargli.
Nel 1977 e nel 1978, a quindici anni di distanza dal suo primo successo discografico, raggiunse nuovamente la vetta delle classifiche con la canzone Alexandrie Alexandra, che vendette milioni di copie e che fu messa in distribuzione nel giorno stesso del suo funerale.

### La morte
Dopo aver partecipato a uno spettacolo in Svizzera, il 10 marzo 1978 rientrò nella sua abitazione di Parigi in boulevard Exelmans. La sera del giorno seguente, infatti, avrebbe dovuto prendere parte alla registrazione della trasmissione televisiva Les Rendez-vous du Dimanche condotta dal suo amico Michel Drucker. Nelle prime ore del pomeriggio dell'11 marzo, subito dopo aver fatto una doccia, tentò di raddrizzare un'applique storta, senza accorgersi che i cavi elettrici erano rimasti scoperti a causa dell'usura. Colpito da una forte scarica elettrica, rimase fulminato morendo sul colpo.
Claude François è stato sepolto nei pressi della sua casa nel villaggio di Dannemois, nella campagna dell'Essonne, a circa 55 chilometri a sud di Parigi, dove usava ritirarsi per momenti di relax.
L'11 marzo 2000, in occasione del ventiduesimo anniversario della sua morte, una piazza di Parigi è stata intitolata al suo nome. In Place Claude-François sorge il palazzo in cuì morì in tragiche (e mai del tutto chiarite) circostanze, all'età di trentanove anni.

### Il secondo figlio nascosto
Claude François ebbe tre figli: Claude François Jr, Marc e Julie Bocquet. Per ragioni tuttora non chiare, il cantante nascose ai giornalisti ma anche agli amici e parenti più stretti la nascita del secondogenito Marc, tenendolo rinchiuso in un vecchio casolare (o mulino, secondo le fonti) fino ai suoi primi sei o sette anni di vita. Marc, nato tra il 1968 e il 1969 dalla compagna Isabelle Forêt e segregato per lungo tempo in quel casolare, visse un'infanzia non facile. Poteva uscire dalla sua prigione solo se vestito come il fratello maggiore (Claude François Jr), la cui somiglianza era notevole e doveva fingersi tale, mentre il primogenito rimaneva chiuso in casa al posto suo. Altre volte veniva detto che era il cugino del primogenito. L'esistenza di Marc fu rivelata dal padre solo nel 1975, quando fu scoperto casualmente da alcune persone a lui vicine, insospettite dai rumori che provenivano dalla soffitta e da altri fatti strani. Il cantante, messo alle strette, si giustificò dicendo di aver nascosto Marc per proteggerlo dalla stampa, ma alcuni suoi conoscenti dissero che il cantante aveva deciso di anteporre la sua carriera alla nascita del secondo figlio, e l'aveva nascosto temendo che la presenza di quel figlio avrebbe potuto danneggiare la sua immagine di giovane artista, soprattutto presso il pubblico femminile.

## Discografia

### Album
- 1962: Le nabout twist
- 1962: Belles, Belles, Belles
- 1962: Marche tout droit
- 1963: Si j'avais un marteau
- 1964: Donna, donna
- 1964: J'y pense et puis j'oublie
- 1965: Même si tu revenais
- 1967: Mais quand le matin
- 1967: Comme d'habitude
- 1968: Éloïse
- 1969: J'attendrai
- 1969: Un monde de musique
- 1969: Tout èclate, tout explose
- 1969: Claude François à l'Olympia
- 1970: Le monde extraordinaire de Claude François
- 1970: Le jouet extraordinaire
- 1971: C'est la même chanson
- 1971: Tournée èté 71
- 1971: Il fait beau, il fait bon
- 1972: Y'a le printemps qui chante
- 1972: Le lundi au soleil
- 1972: Belinda
- 1973: Je viens dîner ce soir
- 1973: Ça s'en va et ça revient
- 1973: Sha la la
- 1973: Chanson populaire
- 1973: Claude François sur scène
- 1974: Le mal aimé
- 1974: Le téléphone pleure
- 1975: Toi et moi contre le monde entier
- 1975: Pourquoi pleurer
- 1975: Ecoute ma chanson
- 1975: Elles sont jolies en Angleterre
- 1975: Été 75
- 1975: Le chanteur malheureux
- 1976: Cette année-là
- 1976: À 17 ans
- 1976: Pour les jeunes de 8 à 88 ans
- 1976: Le vagabond
- 1977: Je vais à Rio
- 1977: Magnolias for ever
- 1977: Toi et le soleil
- 1978: Bordeaux rosé (l'ultima sua canzone)
- 1978: Alexandrie, Alexandra (l'ultima canzone registrata)
- 1993: Hommages
- 1996: Le monde extraordinaire de Claude François
- 1996: En vrai
- 1998: Danse ma vie (remix)
- 1998: Les concerts inédits de musicorama
- 1998: Éloïse - 65/69
- 1998: Bernadette - 68/75
- 2003: J'attendrai
- 2004: Comme d'habitude
- 2007: M-Sixteen (STS network)
- 2008: 30 ans Édition anniversaire Bleu & Rose
- 2008: Bye bye black bird

Le raccolte su Claude François pubblicate soprattutto in prossimità del trentesimo anniversario della sua morte hanno raggiunto la cima delle classifiche di vendita. Un ulteriore disco d'oro dell'artista è stato assegnato postumo.

## Filmografia

### Cinema
- 1964: L'été Frénétique, film di Claude Vernick
- 1977: Drôles de zèbres, film di Guy Lux
- 2012: "Cloclo", film di Florent Emilio Siri

### Riferimenti a Claude François
- 2004: Podium, film di Yann Moix sui sosia di Claude François

### Televisione
- 1973: Top à ... Claude François - 20 gennaio 1973, secondo canale ORTF

### Libri dedicati a Claude François
- Agence Ipanema, Claude François, Prises de vue, Album photo, Francia, 2008
- Claude et Marc François, Claude François, Collection privée, Agence Ipanema, Francia, 2008
- Alain-Guy Aknin, Claude François, un chanteur populaire, Alphée & Jean-Paul Bertrand, Monaco, 2008 (Edit Plus)
- Alain-Guy Aknin et Philippe Croq, Il ètait une fois… Claude François, La Lagune, Deuil-la-Barre, 2006
- Élisabeth Barjac, Claude François. Toute sa vie en texte et en images, Archers, Bruxelles, 1978
- P. Bertin, Passion Claude François, Francia, 2008
- Michel Bourdais, Claude François. À la recherche de son image, 2008
- Félix Bussy, Claude François. L'autre côté du miroir, City, 2008
- Félix Bussy, Sur la route avec Claude François, City, 2005
- Sylvie Cailleret, Qui ètait Claude François?, éd. Fernand Lanore, 1982
- Sylvie Cailleret, Claude François, Gremese international, 1998
- Sylvie Cailleret, Claude François. L'album-souvenirs, Michel Lafon, Paris, 1988, ried. 1997
- Sylvie Cailleret, Claude François. Le livre d'or, Michel Lafon, 1988
- Gérard David, Claude François. Vivre d'aimer, S.I.P.E., Paris, 1978
- Olivier Delavault, Dictionnaire des chansons de Claude François, Durante, Courbevoie, 2003, ried. Télémaque, 2008
- François Diwo, Claude François inconnu, éd. de Fallois, Parigi, 2003
- Dominique Duforest, Claude François. Vingt ans déjà, Hors Collection, 1998
- François Dumoulin, Les nus de Claude François, éd. Alain Mathieu, 1979
- Christian Dureau, Claude François. Trente-neuf ans d'amour et de drame, Dualpha, Parigi, 2003
- Claude Fléoutier, Claude François. Pour un peu de bonheur, J.-C. Lattès, 1997
- Guy Floriant et Olivier Delavault, Claude François. L'enfer du décor, éd. du Rocher, 1998
- Guy Floriant et Olivier Delavault (dir.), Claude François. Et même si tu revenais..., Rocher, 2003
- Guy Floriant Claude François. Plus vite que la musique, Seghers & Club des Stars, Parigi, 1988
- Isabelle Forêt, Claude François, nos enfants et moi, Fayard, 1979
- Axel Fox, Claude François, l'idole èternelle, éd. Rouchon, 2006
- Claude François, Mémoires inédites (sorta di autobiografia composta da documenti diversi raccolti da Myriam Zéhar), Carrère & Michel Lafon, Parigi, 1985
- Claude François Jr. et Fabien Lecœuvre, Je soussigné..., Albin Michel, 2007,
- Claude François Jr. et Marc François, Claude François. Collezione privata, 2008
- George Marie François, C'est pour vous que je chante, de l'au-delà. Claude François vous parle, éd. Panthéon, 1998
- Josette François, Claude François, mon frère, 2008
- Josette François, Claude, l'histoire d'une revanche, Jacques Grancher, Parigi, 1988, Francia Loisirs, Paris, 1988
- Lucia François, Mon fils Claude François, Baumann, Parigi, 1979
- Patrice Gascoin, Claude François. Vingt ans pour toujours, L'Hippocampe & Rocher, 1998
- Denis Goise, Claude François. Le bien-aimé, Mengès, Paris, 1978, rééd. Générique, 1982
- Denis Goise, Claude François. Toujours le bien-aimé, La Lagune, 2008
- Sylvie Helina, Claude François for ever, éd. du Dauphin, 1998
- Jacques Harvey, Une idole nommée Cloclo, Soleil & Jean-Claude Simoën, 1978
- Kathalyn H. Jones-Mann, «C'est comme ça que l'on s'est aimé ». Ma vie avec Claude François, Michel Lafon, Neuilly-sur-Seine, 2004
- Sofia Kiukkonen, Ma vie avec Claude François, Pygmalion, 2008
- Fabien Lecœuvre, Claude François, 2008
- Fabien Lecœuvre, Claude François. Le livre, Michel Lafon, Neuilly-sur-Seine, 2002
- Fabien Lecœuvre, Claude François. Le moulin de Dannemois. Une demeure de légende, La Lagune, Deuil-la-Barre, 2005
- Fabien Lecœuvre, Claude François. Les photos collectors racontées par Fabien Lecœuvre, Vade Retro, Parigi, 2003
- Fabien Lecœuvre, Claude François. Première discographie intégrale. Collection vinyle, Jean Attias & Flèche production, 2004
- Fabien Lecœuvre, Les années Podium. Histoire d'une génération, La Lagune, Parigi, 2005
- Fabien Lecœuvre et Isabelle Salmon, Claude François. La légende toujours vivante, Vade Retro, Paris, 1995, ried. 1996
- Fabien Lecœuvre et Isabelle Salmon, Claude François. Cd-livre (édition miniature), Vade Retro, Paris, 1996
- Christian Lelange, Claude François, histoire de sa vie, éd. PAC, 1985
- Philippe Lemoine, Claude François. Le film de sa vie par Samy Pavel, éd. Alain Mathieu, 1979
- Philippe Lemoine e François Sombreuil, Claude François story. Clo-Clo raconté par ceux qui l'ont aimé, Alain Mathieu, Boulogne
- Gilles Lhote, Claude François de A à Z, Albin Michel, Parigi, 1997
- Gilles Lhote, L'intégrale Claude François, City, 2008
- Stéphanie Lohr, Une autre vie, Bernard Pascuito, Parigi, 2008
- Stéphanie Lohr, Bernard Pascuito, Claude François. Le livre du souvenir, 1938-1978, éd. Sand et Tchou
- Josette Martin, 15 ans avec Claude François, éd. Josette Martin, 1980
- Josette Martin, Claude François, l'envers du décor, éd. Carrère & Michel Lafon, 1987
- Sylvie Mathurin, Le temps passe… le cœur reste…, Fixot, 1990
- Sylvie Mathurin, Confessions d'une ex-fan, 2008
- Gilbert Moreau, Claude François, Jean-Pierre Taillandier, Parigi
- C. Morisse, Dans l'intimité de Claude François, 2008
- Béatrice Nouveau, Cloclo forever, 2008
- Peggy Cloclo notre amour, Paris (Filipacchi), 1987
- Jacques Pessis, Claude François, Vade Retro, coll. «Les lumières du music-hall», Parigi, 2002
- Carole Plumelle, Les Clodettes, Scali, Parigi, 2004
- Prisca, La petite danseuse de 14 ans, éd. Chaveau, 1989
- Jean-Daniel Roche, Claude François. L'impossible vérité, éd. du Cosmogone, Lyon, 1999
- Jean-Daniel Roche, Claude François. Et si je vous disais tout, Rouchon, 1995
- Dario Salvatori, Le mythe de Claude François (traduzione di Françoise Ghin), Gremese, Roma, 1998
- Bertrand Tessier ee François, Josette François, Il s'appelait Claude..., Albin Michel, Parigi, 2002
- E.A. Verheyden Sur les traces de Claude François, 2008
- Stéphanie Weiss, Claude François. Les 50 plus belles histoires, éd. Timée, 2008
- Janette Woollacott, Claude François. Les années oubliées, éd. N° 1, 1998
- Myriam Zéhar, Cinq ans avec Claude François. Histoire d'une fan, éd. Hachette, 1977

### Libri parzialmente dedicati a Claude François
- Maritie e Gilbert Carpentier, Merci les artistes!, Anne Carrière, Parigi, 2001
- Pierre Delanoë, La vie en chantant, Julliard, Parigi, 1980
- Michel Drucker, Mais qu'est-ce qu'on va faire de toi?, Robert Laffont, Parigi, 2007
- Fabien Lecœuvre e Gilles Lhote, Génération 70. Soixante-dix idoles des années 1970, Michel Lafon, Neuilly-sur-Seine, 2001
- Jacques Mazeau, Les destins brisés de la chanson, Francia-Loisirs, 1997
- Jean-Marie Perier, Mes années '60
- Loïc Sellin e Bertrand Tessier, La fureur de vivre. Les héros de notre génération, Jean-Claude Lattès, 1993